# Tovacuçu-malhado
Tovacuçu-malhado (nome científico: Grallaria varia) é uma espécie de ave da família Formicariidae.
Pode ser encontrada nos seguintes países: Argentina, Brasil, Guiana Francesa, Guiana, Paraguai, Peru, Suriname e Venezuela. Seu nome popular em língua inglesa é "Zimmer's Antpitta".
Os seus habitats naturais são: florestas subtropicais ou tropicais úmidas de baixa altitude e regiões subtropicais ou tropicais úmidas de alta altitude.